# ナックルガール
『ナックルガール』（なっくるがーる、朝: 너클걸、英: Knuckle Girl）は、原作JGstreet（Sangyoung Jun, 전상영）と作画Daywalker（Sangjin Yoo, 유상진）による2014年のウェブトゥーン。日本では2020年よりピッコマ他で配信されている。また、それを原作としたオリジナル映画がAmazon Prime Videoにて2023年11月2日から配信されている。

## あらすじ
ボクシングジムへ通う橘蘭は将来のチャンピオンを期待される逸材であった。幼少期に家庭が崩壊し、妹の柚と親戚の家に引き取られるが、やがて柚とは疎遠になってしまう。そんなある日、蘭の携帯に連絡が。柚がレイプされてしまい、傷だらけで入院したのだ。警察より先に犯人を見つけ復讐すると誓った蘭は、聞き込みを始めるものの、自分の知らぬ柚の一面ばかりを聞くことに。一体なにが妹に起きたのか。蘭はグローブを外しナックルをはめて闇社会との決闘に挑む！

## 映画
2023年11月2日にAmazon Prime Videoにて全世界配信された。監督はチャン（Chang）、主演は三吉彩花。原作とは異なり、焼死したとされた妹の生存を信じ、ようやく組織に誘拐されたことを突き止めた姉が、その拳を武器に妹を救出するストーリーとなっている。レイティングは16+。

### キャスト
- 橘蘭[注 1]：三吉彩花（幼少期：高松咲希[4]）
- 神谷瞬：前田公輝[5]
- 成瀬秀治：細田佳央太[5]
- 東賢太郎：栄信[5]
- 鬼頭雄大：納谷幸男[5]
- 半田夏菜子：松田るか[5]
- 橘柚希[注 2]：南琴奈[5]（幼少期：兒島百那）
- 蘭の叔母：有森也実[5]
- 蘭の叔父：八十田勇一[5]
- 鈴木正人：三浦誠己[5]
- 田端秀俊：近藤芳正[5]
- 大石義行：神保悟志[5]
- 白石誠一郎：窪塚洋介[5]
- 二階堂陽輝：伊藤英明[5]
- 漁港の老人：大槻修治[6]
- 蘭の父：木村知貴[7]
- 鹿王院幸子：藤原茜[8]
- 東の部下：安部賢一[6]、荒木貴裕、小水たいが
- レフェリー：片山昌三
- リングアナ少女：井口綾子[9]、鈴木美羽[9]
- 白石の部下：タイソン大屋[10]
- 鬼頭の対戦相手：レバナ エゼキエル
- ライダー：上杉陽一
- 管理人：河屋秀俊[6]
- 麻薬売人：外能久
- コンピュータ専門家：杉山聡
- 生体認証専門家：宮澤成良
- 二階堂秘書：シャラ ラジマ[11]
- 司会者：星野卓誠[6]
- ニュースキャスター：上路雪江
- 田端ジムのトレーナー：小林啓吾[12]
- 鹿王院の母：後藤亜希
- ボクシング試合の実況：酒井貴浩[13]
- ボクシング試合の解説者：鈴木絵里加
- 田端ジムのレッスン生：道川内蒼[14]、小原澤遼典[15]、山岸綾佑[16]、関山貴也[17]、河田知也[18]
- ショーガール：藤井マリー[19]、平崎里奈[20]
- スクラップ工場社長：加藤勝由
- 二階堂のガード：渡部龍平[21]、宮島三郎[22]、小橋秀行、北篠右京
- 寿司職人：山川ありそ[23]
- 会場アナウンス：谷茜子
- 外国人観光客：サージェント・ブレット[24]

### スタッフ
- 原作：JGstreet（Sangyoung Jun）[5]/ Daywalker（Sangjin Yoo）[5]『ナックルガール / Knuckle Girl』 （Kakao Entertainment）
- 監督：チャン（Chang）[5]
- 製作：キム・トーマス（Hyunwoo Thomas Kim）[5]
- 製作総括：ナム・スティーブン（Steven Nam）[5]
- 企画プロデューサー：キム・インジャ（Inja Kim）
- 制作プロデューサー：キム・ウィソン（Euisung Sean Kim）
- 脚本：ユ・ガビョル（Kap Yeol Yu）[5]
- 脚色：チョン・ビョンシク（Jung Byeong Sik）[5]、小島聡一郎[5]
- 撮影監督：石坂拓郎[5]
- 美術監督：相馬直樹[5]
- 照明：平野勝利[5]
- 録音：平直樹[5]
- 特機：塩見泰久[5]
- 装飾：岩本智弘[5]
- 小道具：吉田千里[5]
- 衣装：遠藤良樹[5]
- ヘアメイク：遠藤一明[5]
- 装演：関根淳[5]
- 編集：ワン・ソンイク（王誠翊, Seongik Wang）[5]
- 音楽：モク・ヨンジン（睦瀅辰, Young-Jin Mok）[5]
- 監督補：藤本信介[5]
- アクション監督 チェ・ボンロク（Bongrok Choi）[5]
- 制作担当：宮本亮太[5]
- 制作協力：ロボット
- 日本プロデューサー：岡林修平[5]、田村豊[5]
- キャスティングプロデューサー：阿南史剛[5]
- キャスティングディレクター：河村奈美[5]
- 配給：Amazon Prime Video
- 制作プロダクション：Amazon MGMスタジオ / Kross Pictures
- 製作：Amazon MGMスタジオ